# DFB-Pokal der Frauen 1987-1988
La DFB-Pokal der Frauen 1987-1988 è stata l’8ª edizione della Coppa di Germania riservata alle squadre di calcio femminile. La finale si è svolta all'Olympiastadion di Berlino ed è stata vinta dal TSV Siegen, per la terza volta consecutiva, superando le avversarie del Bayern Monaco con il risultato netto di 4-0 grazie soprattutto alla tripletta di Silvia Neid.

## Primo Turno
Le gare si sono svolte il 16 agosto 1987.
| Squadra 1                   | Risultato | Squadra 2               |
| --------------------------- | --------- | ----------------------- |
| Bad Neuenahr                | 2 - 3     | Klinge Seckach          |
| FV Husum 1918               | 0 – 6     | FSV Viktoria Jägersburg |
| Fortuna Sachsenroß Hannover | 1 - 5     | FSV Francoforte         |
| TSV Siegen                  | 6 - 0     | Polizei SV Bremen       |
| KBC Duisburg                | 4 - 0     | TuS Binzen              |
| SSG Bergisch Gladbach       | 2 - 0     | TuS Wörrstadt           |
| Groß Flottbeker             | 0 - 1     | Sindelfingen            |
| TeBe Berlino                | 0 - 3     | Bayern Monaco           |

## Quarti di finale
Le gare si sono svolte il 31 ottobre 1987.
| Squadra 1               | Risultato   | Squadra 2             |
| ----------------------- | ----------- | --------------------- |
| FSV Viktoria Jägersburg | 0 - 4       | Bayern Monaco         |
| TSV Siegen              | 3 - 1 (dts) | KBC Duisburg          |
| FSV Francoforte         | 1 - 0       | Sindelfingen          |
| Klinge Seckach          | 0 - 1       | SSG Bergisch Gladbach |

## Semifinali
Le gare si sono svolte il 27 marzo 1988.
| Squadra 1     | Risultato | Squadra 2             |
| ------------- | --------- | --------------------- |
| TSV Siegen    | 4 - 0     | FSV Francoforte       |
| Bayern Monaco | 1 - 0     | SSG Bergisch Gladbach |

## Finale
| Arbitro: | Alfons Dellwing (Treviri) |

|                                     |           |  |
| Neid 15’, 34’, 73’ Wiese 66’ (rig.) | Marcatori |  |